# Tejido secretor

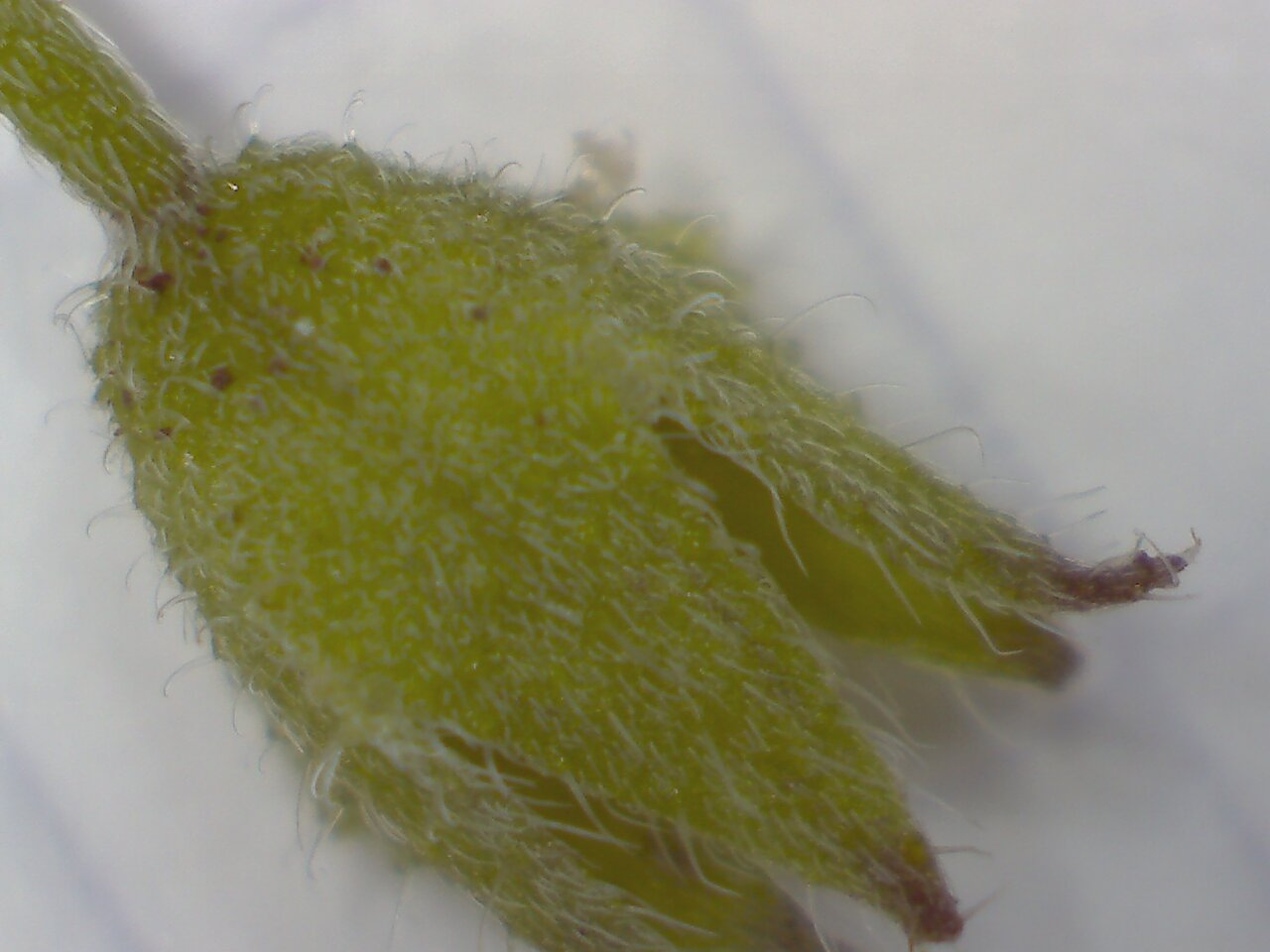
Cáliz de una Myosotis

El tejido secretor es el tejido que "tapiza" el cáliz y por el cual se emanan las secreciones volátiles, básicamente aceites esenciales, desechadas por el osmóforo, y que dan el perfume de una flor. Está formado por células vivas especializadas en producir secreciones que se originan del metabolismo celular y que pueden ser eliminadas al exterior o retenidas en cavidades de canales. Este tejido, de una o varias capas de profundidad, comprende las siguientes partes:
- Células secretoras: células oloríferas, p. ej. el laurel.

- Cavidades o bolsas de secreción, cavidades lisígenas del -clavo de olor-, cáscara de la naranja.

- Canales secretores o esquizogenas (pino, casuarina): canales resiníferos de coníferas.

- Tubos laticíferos: amapola, caucho, cardenal, etc.